# Dolina Kwaczańska

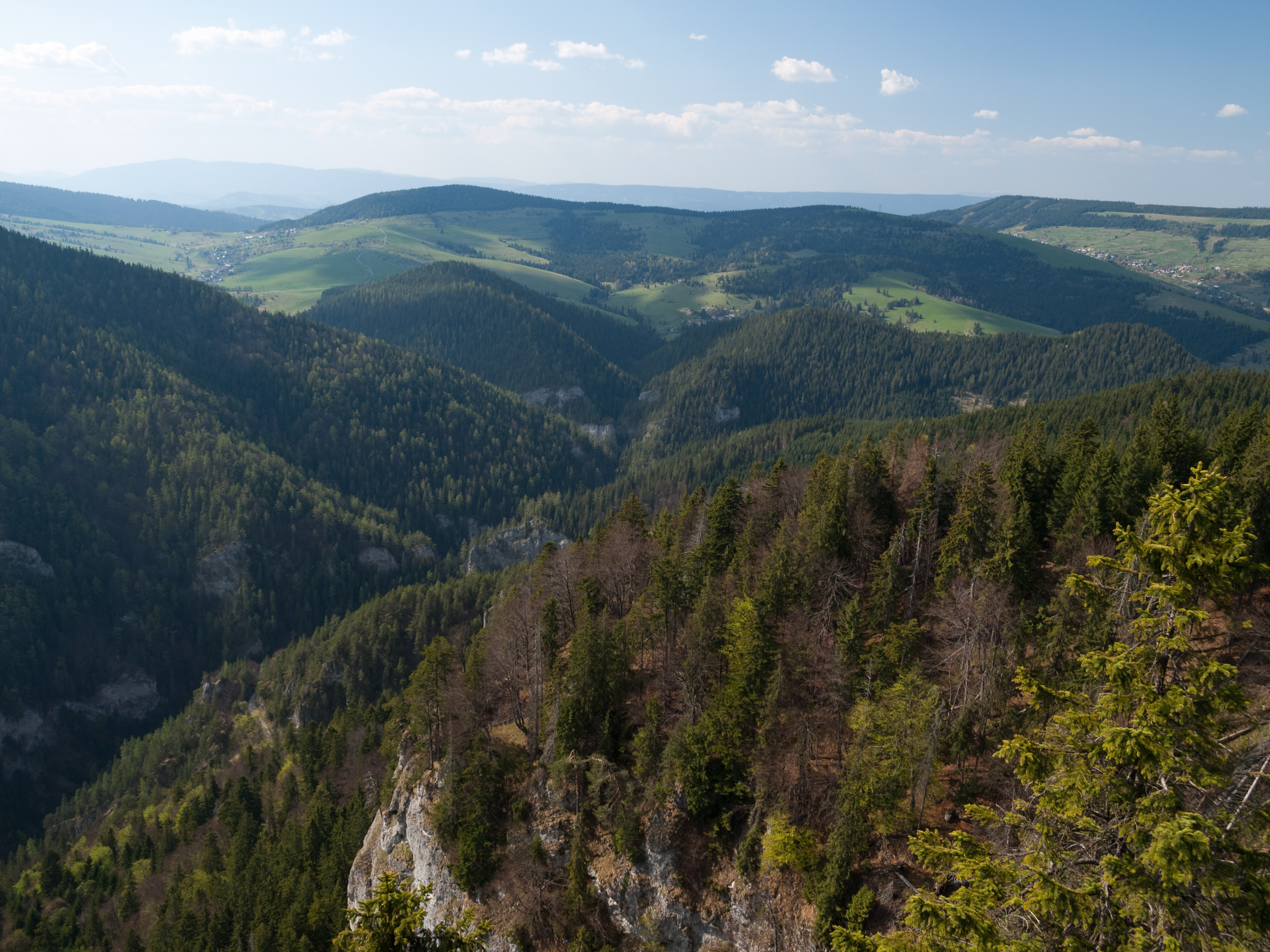
Dolina Kwaczańska – widok z Ostrego Wierchu

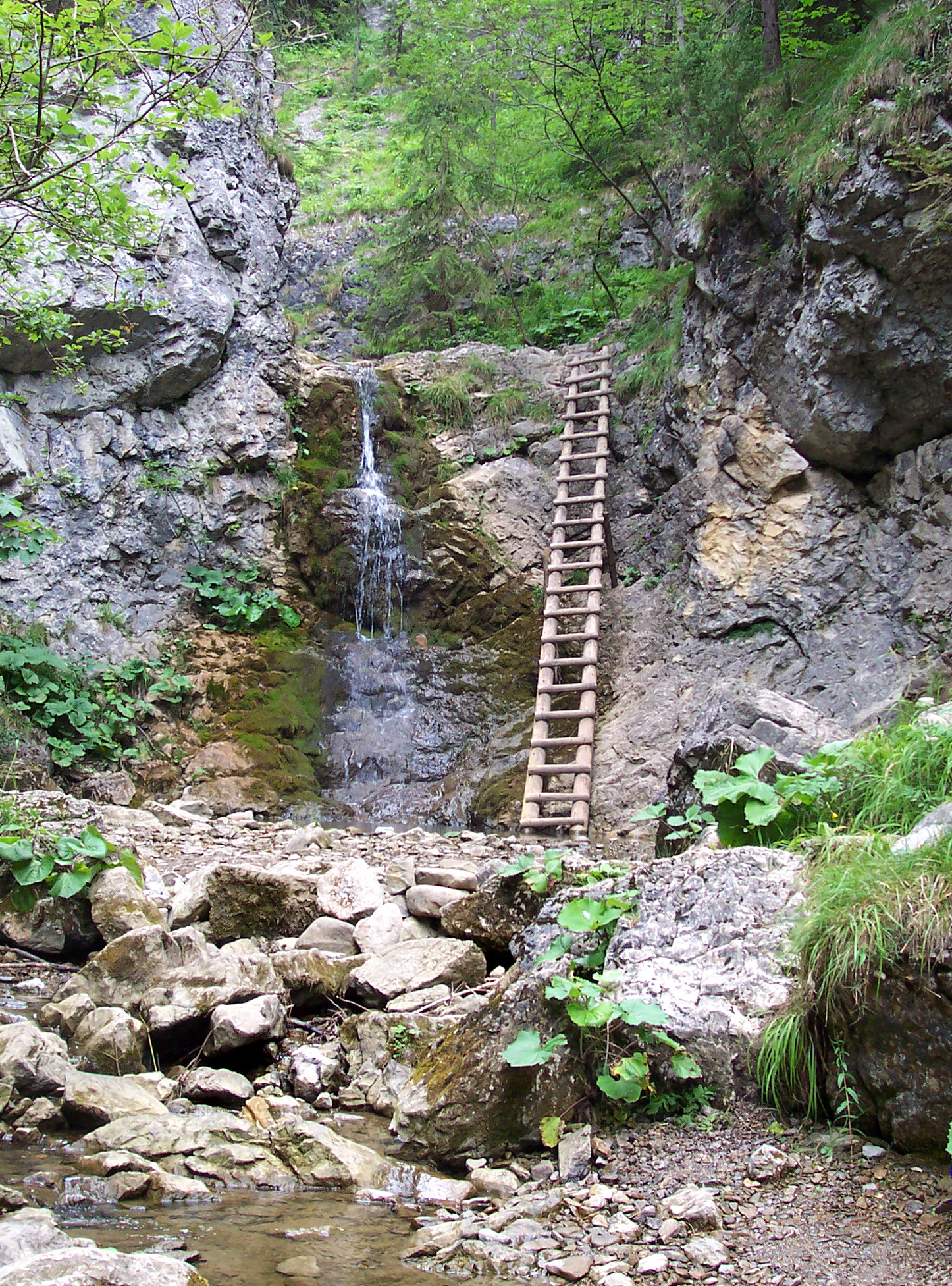
Roztocki Wodospad (Ráztocký vodopád) w bocznej Dolinie Roztoki

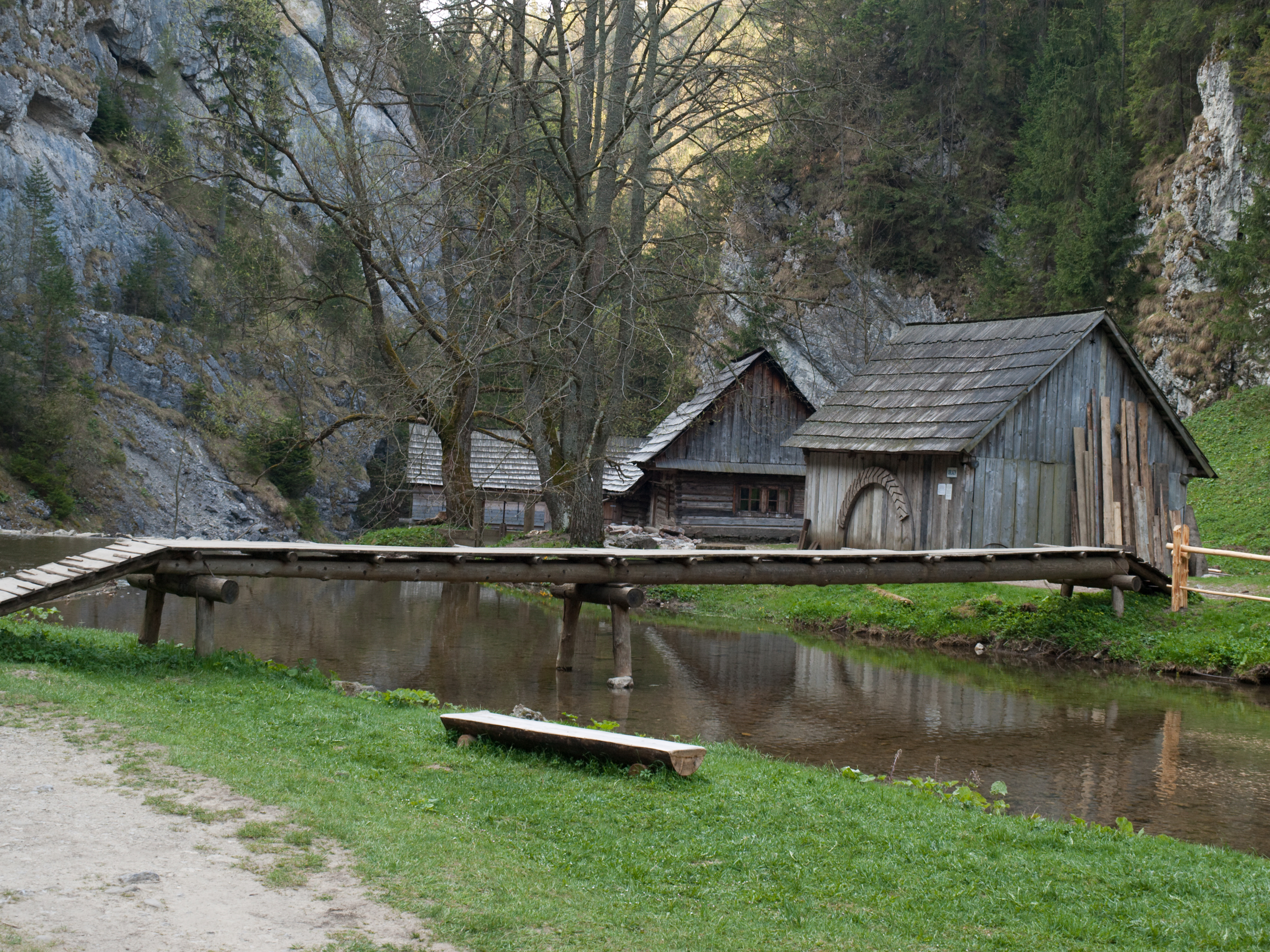
Młyny wodne na Obłazach

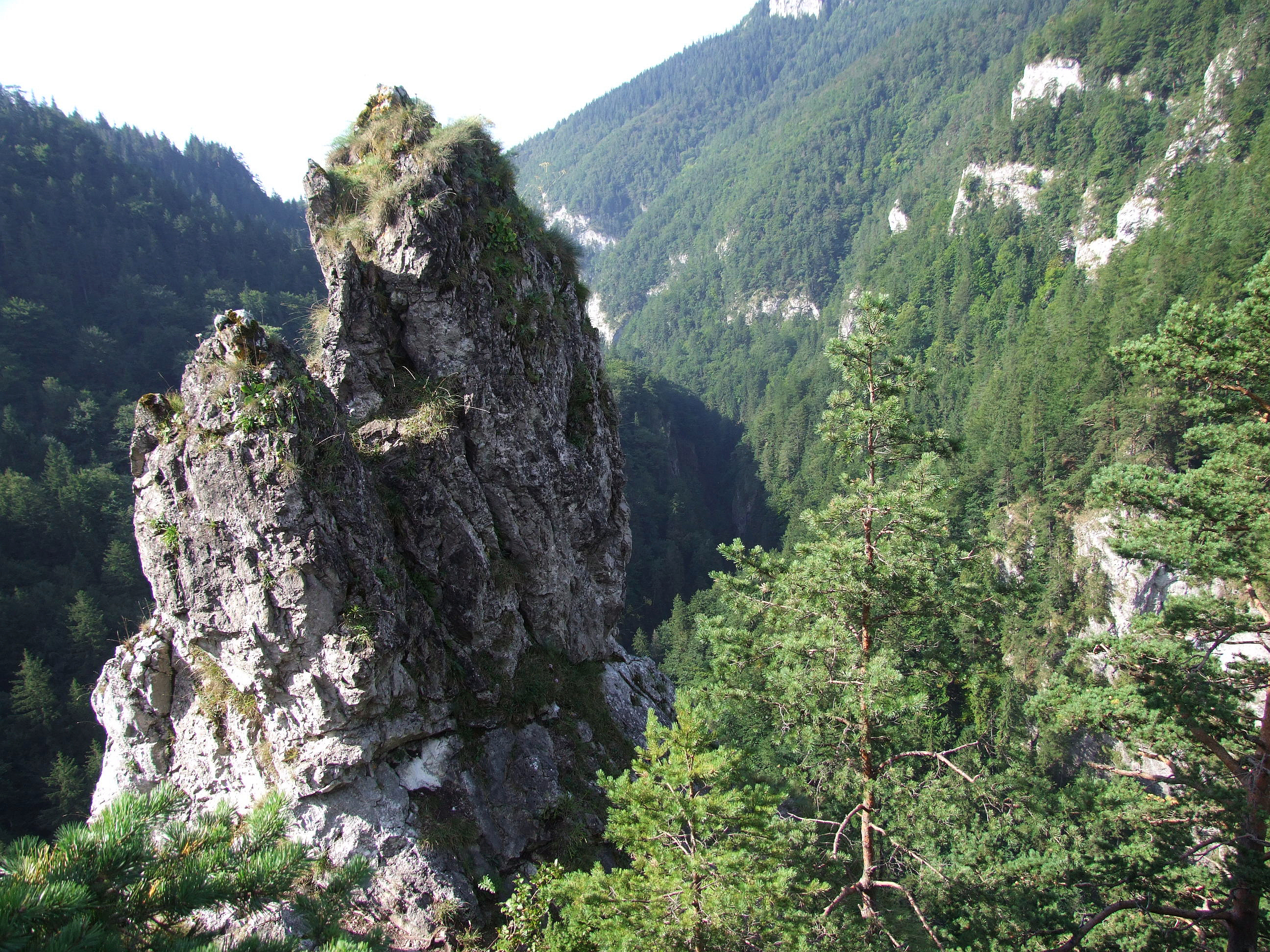
Turnia Rohacz

Dolina Kwaczańska (słow. Kvačianska dolina) – krótka, głęboka dolina w Centralnych Karpatach Zachodnich na Słowacji, stanowiąca granicę między Górami Choczańskimi (na zachodzie) a Tatrami Zachodnimi (na wschodzie). Taką definicję podaje Wielka encyklopedia tatrzańska. Na słowackiej mapie granica ta biegnie między Ostrym Wierchem i Golicą, cała dolina Kwaczańska znajduje się więc w Górach Choczańskich. Doliną spływa potok Kwaczanka.

## Położenie
Dolina ma przebieg północ-południe. Wycięta jest pomiędzy masywami zaliczanego do Tatr Zachodnich Ostrego Wierchu Kwaczańskiego (Ostrý vrch, 1128 m) na wschodzie a ramieniem Hradkowej (Hrádkovo, 1206 m) i Czarnej Hory (Čierna hora, 1094 m), należących już do Grupy Prosiecznego w Górach Choczańskich, na zachodzie. Jej południowy (dolny) wylot znajduje się na wysokości ok. 630 m n.p.m. już na terenie Kotliny Liptowskiej, na północnym skraju wsi Kwaczany (Kvačany). W północnej (górnej) części, w miejscu zwanym Obłazy (Oblazy), na wysokości ok. 750 m, dolina rozdziela się na trzy odnogi: północno-wschodnią Dolinę Huciańską, którą płynie potok Hucianka (według map słowackich: dalej Kwaczanka), północno-zachodnią Dolinę Roztoki, którą płynie Roztocki Potok (Ráztocký potok) i południowo-zachodnią Dolinę Borowianki (dolina Borovianka), którą płynie potok Borovianka. Wszystkie trzy odnogi wyprowadzają już w obszar ograniczającego Góry Choczańskie od północy Rowu Podtatrzańskiego. Długość doliny od Obłazów po dolny wylot wynosi niespełna 3 km.

## Geologia i morfologia
Dolina ma charakter typowego wąwozu krasowego: jest wąska, kręta, głęboka i pełna progów. Ma pochodzenie epigenetyczne: została wycięta tokiem Kwaczanki w triasowych, ciemnych wapieniach i dolomitach tzw. serii choczańskiej. Całą szerokość dna doliny (miejscami nie więcej niż 3 m) zajmuje koryto potoku. Wymodelowane jest ono w słabo krasowiejących dolomitach, więc woda utrzymuje się przez cały rok. Zbocza doliny są bardzo strome, ich nachylenie przekracza często 60°. Skalne turnie, ograniczające ją w wielu miejscach, wznoszą się 100–200 m ponad dno doliny, natomiast sąsiadujące szczyty sięgają 1200 m n.p.m. – a więc od 100 do 300 m wyżej niż obszar źródliskowy potoków źródłowych Kwaczanki. Dolina jest wynikiem erozyjnego działania potoku, który cierpliwie rozcinając miękkie podłoże przeniósł z czasem swe źródliska z południowych stoków Gór Choczańskich na sąsiadujące z nimi od północy, zbudowane już z utworów fliszowych tereny Pogórza Orawskiego i Skoruszyńskich Wierchów.

## Przyroda ożywiona
Cała dolina Kwaczanki jest zalesiona, jedynie najbardziej strome i skaliste miejsca pokrywają bogate zbiorowiska roślinności naskalnej. Dolina Kwaczańska wraz z ograniczającym ją od zachodu masywem Czarna Hora – Hradkowa oraz przyległymi do doliny stokami Ostrego Wierchu Kwaczańskiego zostały objęte w 1967 r. rezerwatem przyrody Kvačianska dolina o powierzchni 467,3 ha.

## Znaczenie komunikacyjne
Dnem doliny nie biegnie żadna droga ani nawet ścieżka. Ze względu na rezerwat przyrody przejście bezpośrednio wzdłuż nurtu potoku jest zabronione (zresztą, przy wyższych stanach wody, wprost niemożliwe). Lewym (orograficznie) stokiem doliny, miejscami ponad 100 m powyżej jej dna, biegnie droga leśna z Kwaczan do Hut; schodzi ona do Doliny Huciańskiej ok. 700 m powyżej Obłazów. Droga, biegnąca śladem leśnej ścieżki, została wybudowana przez wojsko rosyjskie, spieszące w 1849 r. z pomocą Habsburgom, zagrożonym przez Wiosnę Ludów. Wkrótce stała się ona dość ruchliwym traktem, którym ciągnęli kupcy liptowcy na jarmarki na Orawę i dalej do Polski. Do czasu zbudowania w latach 1982–1986 nowej drogi nr 584 z Zuberca do Liptowskich Matiaszowiec droga ta stanowiła jedyne połączenie wsi Huty, Małe Borowe i Wielkie Borowe ze światem.
W latach 1934 i 1947 drogę dwukrotnie poprawiano, poszerzając ją w niektórych miejscach i niwelując odcinki o największych spadkach. Na początku lat 60. XX w. drogę tę uczyniono zjezdną dla samochodów terenowych i ciężarowych, a następnie poprowadzono wzdłuż niej pierwszą linię telefoniczną do wspomnianych trzech wsi (słupy stoją miejscami do dziś – 2017 r.). Obecnie droga nie jest dopuszczona do ruchu dla pojazdów samochodowych poza uprawnionymi. Z Obłazów biegną drogi: w prawo doliną Hucianki do Hut, w lewo Doliną Borowianki do Wielkiego Borowego (również one nie są dopuszczone do ruchu publicznego).

## Zagospodarowanie
Dolina nie jest zabudowana. Jedynie na Obłazach znajduje się kompleks zabudowań dwóch dawnych młynów wodnych, wzniesionych w I połowie XIX w., chroniony obecnie jako jeden z cenniejszych zabytków techniki w tej części Słowacji.

## Turystyka
Sama dolina, ze względu na wspomnianą niedostępność i wymogi ochrony przyrody, nie jest zwiedzana przez turystów. Drogą wzdłuż doliny Kwaczanki biegnie czerwono  znakowany szlak turystyczny z Kwaczan do Hut. Ponad Obłazami odgałęzia się od niego szlak niebieski, który obok młynów na Obłazach i dalej Doliną Borowianki prowadzi do Wielkiego Borowego. Najlepszy wgląd w Dolinę Kwaczańską jest ze wspomnianego czerwonego szlaku, z wierzchołka położonej tuż przy drodze skalnej turni zwanej Rogacz (Roháč, 817 m n.p.m.; tuż obok zabytkowy kamienny krzyż przydrożny z 1860 r.). Najwygodniejszy – z nowo wybudowanych punktów widokowych Malý Roháč (drewniany pomost, wysunięty daleko ponad zbocze, nieco na pn. od turni Rogacz) i Kobyliny (drewniany pomost, usytuowany 78 m ponad korytem Kwaczanki, na pd. od Rogacza, powstały dzięki sponsorom i dobrowolnym datkom samych turystów).
Wzdłuż szlaku prowadzą znaki przyrodniczo-historycznej ścieżki dydaktycznej z przystankami i tablicami informacyjnymi.